# De Literaire Pocketreeks
De Literaire Pocketreeks is een boekenreeks van uitgeverij De Bezige Bij die tussen 1957 en 1966 werd uitgegeven. Bekende Nederlandse auteurs zoals Harry Mulisch, Simon Vestdijk, Hugo Claus, W.F. Hermans, J.B. Charles, Remco Campert en Lucebert en bij de buitenlandse literatuur William Shakespeare, Albert Camus en Bertolt Brecht, vormen de hoofdmoot van de 141 verschenen delen.

## Fondslijst
- 1 - Harry Mulisch - Het zwarte licht
- 2 - J.B. Charles - Gedichten
- 3 - Lucebert - Vijftigers
- 4 - Lucebert - Apocrief
- 5 - Sonja Prins - Nieuwe proeve in strategie
- 6 - Nel Noordzij - Nederlandse dichteressen
- 7 - Schierbeek - De gestalte der stem
- 8 - P. Snoek - Reptielen en amfibieën
- 9 - William Shakespeare - Hamlet
- 10 - O. Thomas - Onder het melkwoud
- 11 - Nel Noordzij - Schrijvers blootshoofds
- 12 - Simon Vinkenoog - Zolang te water
- 13 - Hugo Claus - De Metsiers
- 14 - A. Camus - De vreemdeling
- 15 - Bert Voeten - Menselijkerwijs
- 16 - J. den Haan - Still talking shop
- 17 - Hugo Claus - Suiker
- 18 - C. Leeflang - Feesten der kerk
- 19 - Simon Vestdijk - De bruine vriend
- 20 - Simon Vestdijk - Een, twee, drie, vier, vijf
- 21 - G. Büchner - Dantons dood
- 22 - Simon Vestdijk De fantasia
- 23 - Hugo Claus - Mama, kijk zonder handen
- 24 - F. Bordewijk - Veuve Vesuvius
- 25 - Lucebert - Val voor vliegengod
- 26 - William Shakespeare - De koopman van Venetië
- 27 - Bert Schierbeek - Het kind der tienduizenden
- 28 - Harry Mulisch - Chantage op het leven
- 29 - William Shakespeare - Troilus en Cressida
- 30 - Harry Mulisch - Tanchelijn
- 31 - Hugo Claus - De Oostakkerse gedichten
- 32 - J. Kerouac - De onderdanen
- 33 - J. Diderot - De neef van Rameau
- 34 - C. Pavese - Jouw land
- 35 - Remco Campert - Bij hoog en bij laag
- 36 - J.B. Charles - Ekskuseer mijn linkerhand
- 37 - William Shakespeare - Liefde's loze les
- 38 - Remco Campert - De jongen en het mes
- 39 - Jan G. Elburg - Drietand
- 40 - J. de Groot e.a. - Het Vrij Nederlands Liedboek
- 41 - Hugo Claus - Natuurgetrouw
- 42 - J.G. Toonder - Heksenest
- 43 - A.Camus - Keer en tegenkeer
- 44 - Innescu - De rinoceros
- 45 - Hugo Claus - Een bruid in de morgen
- 46 - A. Camus - De val
- 47 - E. Sylvanus - Korczak en de kinderen
- 48 - Manuel van Loggem - Insecten in plastic
- 49 - Remco Campert - Een ellendige nietsnut
- 50 - Ivo Michiels (Red.) - 13 Vlamingen
- 51 - Harry Mulisch - De knop/ Stan Laurel en Oliver Hardy
- 52 - W.F. Hermans - Het behouden huis
- 53 - William Shakespeare - Coriolanus
- 54 - J. Green - Het zuiden
- 55 - J. Anouilh - Becket of de eer van god
- 56 - Manuel van Loggem - Lijmen en het been
- 57 - Stendahl - Egotistische herinneringen
- 58 - H. Berghuis - Tweehonderd coplas
- 59 - Jean Genet - De negers
- 60 - J.B. Charles - De menseneter van Nowawes e.a. verhalen
- 61 - Jean Genet - Het balkon
- 62 - William Shakespeare - Hendrik IV
- 63 - Cola Debrot - Mijn zuster de negerin
- 64 - Bert Voeten - De tijd te lijf
- 65 - Jean Giraudoux - De engel van het kwaad
- 66 - Berthold Brecht - De Kaukasische krijtkring
- 67 - Harold Pinter - De huisbewaarder
- 68 - A. Camus - Caligula
- 69 - K. Pernath/J.A. Snoek - Soldatenbrieven
- 70 - J.A. West - Huilen met de wolven
- 71 - G. Pendel - Zonder vleugels

- 72 - C.C. Krijgelmans - Messiah
- 73 - J. Gelber - De schakel
- 74 - J. Racine - Procederen
- 75 - Berthold Brecht - De weerstaanbare opkomst van Arturo Ui
- 76 - W.F. Hermans - De drie drama's
- 77 - W.F. Hermans - De woeste wandeling
- 78 - Sybren Polet - Konkrete poëzie
- 79 - L.Th. Lehmann - Een steen voor Hermes
- 80 - Nel Noordzij - Leven zonder opperhuid
- 81 - Ivo Michiels - Journal brut
- 82 - L.N. Tolstoj - Kinderjaren
- 83 - G.K. van ‘t Reve - Commissaris Fennedy
- 84 - Remco Campert - Dit gebeurde overal
- 85 - S. O’Casey - De duivelshaan
- 86 - J.W. Holsbergen - De handschoenen van het verraad
- 87 - Nel Noordzij - Het kan me niet schelen
- 88 - Simon Vinkenoog - Wij helden
- 89 - Harry Mulisch - Quauhquauhtinchan in den vreemde
- 90 - Hugo Raes - Een tijdelijk monument
- 91 - Karel Jonckheere - Uit het nest geroofd
- 92 - H. Frisch - Andorra
- 93 - A. de Musset - Lorenzaccio
- 94 - Berthold Brecht - Leven van Galileï
- 95 - Simon Vinkenoog - Spiegelschrift
- 96 - Gust Gils - Drie partituren
- 97 - J. van Hattum - De kleine danseres
- 98 - A. Gide - Isabelle
- 99 - Samuel Becket - Gelukkige dagen
- 100 - William Shakespeare - Othello
- 101 - William Shakespeare - De getemde feeks
- 102 - Hugo Claus - De dans van de reiger
- 103 - C. Fry - Venus bespied
- 104 - J. Gelber - De appel
- 105 - J.P. Sartre - Met gesloten deuren
- 106 - Cola Debrot - Dagboekbladen uit Genève
- 107 - Sybren Polet - Geboorte-stad/Lady Godiva
- 108 - H. Pernath - Instrumentarium voor een winter
- 109 - W. Hussum - Lente in de herfst
- 110 - Bert Schierbeek - Ezel mijn bewoner
- 111 - F. Durrenmatt - De fysici
- 112 - A. Kopit - Oh pa, arme pa, jij hangt in de kast van ma
- 113 - Manuel van Loggem - Jeugdproces
- 114 - Luigi Pirandello - Hendrik IV
- 115 - Luigi Pirandello - Zes personages op zoek naar een auteur
- 116 - Berthold Brecht - De goede mens van Sezuan
- 117 - Koos Schuur - Gedichten 1940-1960
- 118 - M. Andries - Het geduld
- 119 - J. Lind - De opstanding
- 120 - Bert Schierbeek - Een groot dood dier
- 121 - Jan G. Elburg - De gedachte mijn echo
- 123 - I. Scholl - De witte roos
- 124 - Remco Campert - Nacht op de kale dwerg
- 125 - Y. SefŽres - Gedichten
- 126 - Cees Nooteboom - Gesloten gedichten
- 127 - W. Hussum - Schaduw van de hand
- 128 - Arthur Miller - Na de zondeval
- 129 - Carel Swinkels - De laatste dichter
- 130 - J.G. Toonder - Blijf zitten waar je zit
- 131 - Salvador Hertog - De rode deken
- 132 - Jan Arends - Gedichten
- 133 - R. Waskowsky - Tant pis pour clown
- 134 - E. Willems - In middeleeuws gevecht
- 135 - Remco Campert - Hoera, hoera
- 136 - K.L. Poll - In huis
- 137 - Jan G. Elburg - Streep door de rekening
- 138 - Gust Gils - Een plaats onder de naam
- 139 - Bert Voeten - Een bord bekijken
- 140 - J.B. Charles - Topeka
- 141 - L.Th. Lehmann - Luxe